# Cotesia nitens
Cotesia nitens är en stekelart som först beskrevs av Muesebeck 1921.  Cotesia nitens ingår i släktet Cotesia och familjen bracksteklar. Inga underarter finns listade i Catalogue of Life.